# 塞巴扎克-孔库雷斯
塞巴扎克-孔库雷斯（法語：Sébazac-Concourès，法語發音：[sebazak kɔ̃kuʁɛs]）是法国阿韦龙省的一个市镇，属于罗德兹区。该市镇原名“塞巴扎克”（Sébazac）。1904年，市镇的行政中心迁至村庄孔库雷斯（Concourès），市镇也更名为今天的“塞巴扎克-孔库雷斯”（Sébazac-Concourès）。

## 地理
塞巴扎克-孔库雷斯（44°24'11"N, 2°36'0"E）面积25.82 平方千米，位于法国奧克西塔尼大區阿韦龙省，该省份为法国南部内陆省份，位于法國中央高原南部，北起顺时针与康塔爾省、洛泽尔省、加尔省、埃罗省、塔恩省、塔恩-加龙省和洛特省接壤。
与塞巴扎克-孔库雷斯接壤的市镇（或旧市镇、城区）包括：博祖勒、拉卢比耶尔、蒙罗济耶、奥内堡、罗代勒、萨勒拉苏尔斯。

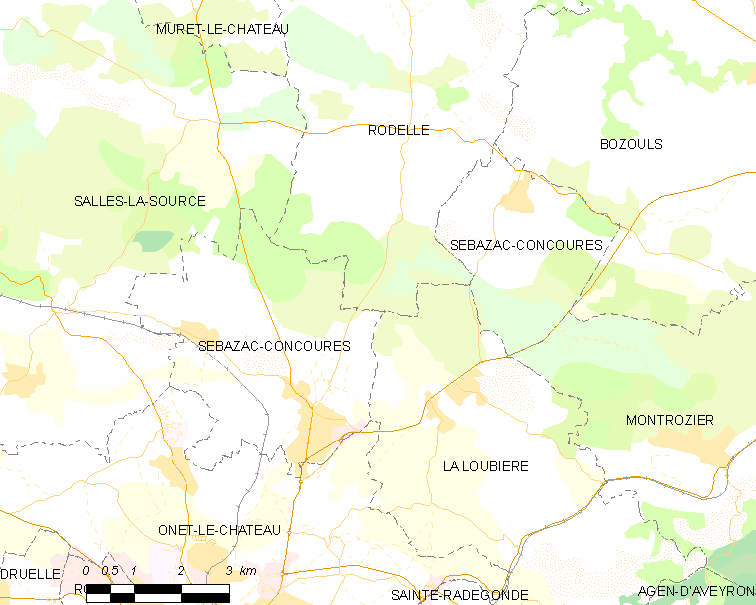
塞巴扎克-孔库雷斯的OSM定位图

塞巴扎克-孔库雷斯的时区为UTC+01:00、UTC+02:00（夏令时）。

## 行政
塞巴扎克-孔库雷斯的邮政编码为12740，INSEE市镇编码为12264。

## 政治
塞巴扎克-孔库雷斯所属的省级选区为科斯-孔塔勒县。

## 人口

1962-2008年间塞巴扎克-孔库雷斯人口变化图示

塞巴扎克-孔库雷斯于2022年1月1日时的人口数量为3266人。